# London (Kiribati)

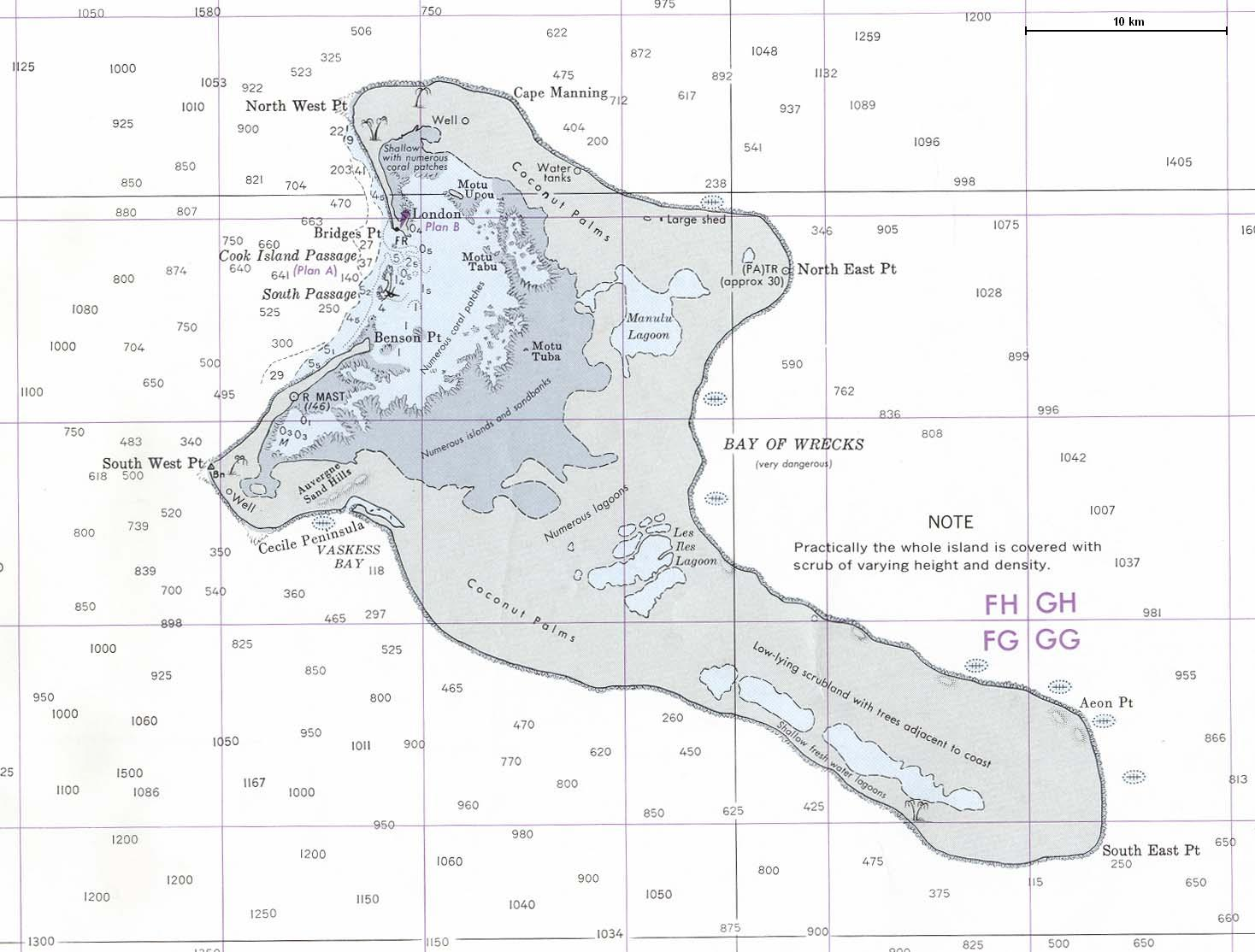
Wyspa Kiritimati w 1977 r.

London (kirib. Ronton) – miejscowość w Kiribati na atolu Kiritimati. 
W 2010 r. populacja miejscowości wynosiła 1879 mieszkańców.

## Geografia
Miejscowość położona jest w północnej części wyspy u wejścia do laguny na półwyspie Bridges. Od wschodniej strony półwyspu, od strony laguny, wody otaczające miejscowość są płytkie z koralowymi łachami.

## Przemysł i usługi
Wyspa posiada przemysł spożywczy. Istnieją instytucje zajmujące się rybołówstwem.
London posiada infrastrukturę turystyczną w postaci hoteli, zajazdów i kurortów. London jest też jedyną miejscowością na wyspie, która posiada bankomat.